# Andelot-en-Montagne
Andelot-en-Montagne – miejscowość i gmina we Francji, w regionie Burgundia-Franche-Comté, w departamencie Jura.
Według danych na rok 1990 gminę zamieszkiwało 561 osób, a gęstość zaludnienia wynosiła 45 osób/km² (wśród 1786 gmin Franche-Comté Andelot-en-Montagne plasuje się na 284. miejscu pod względem liczby ludności, natomiast pod względem powierzchni na miejscu 307.).